# Pascal Lainé
Pascal Lainé (Anet, (Eure y Loir), 10 de mayo de 1942-París, 30 de diciembre de 2024) fue un escritor francés. Ganó el premio Goncourt en 1974 con La dentellière (La encajera).

## Biografía
Estudió filosofía en la Escuela Normal Superior de Fontenay-Saint-Cloud e inició su carrera como maestro en el Liceo Técnico Louis-le-Grand, escuela secundaria pública en París. En 1974 se convirtió en profesor en el Instituto Universitario de Tecnología en Villetaneuse. Presta servicios como administrador en la Sociedad de Autores y Compositores Dramáticos (Société des auteurs et compositeurs dramatiques, SACD).
En 1971, ganó el premio Médicis por L’irrévolution (La irrevolución) y, en 1974, el premio Goncourt por La dentelliére (La encajera). Ha publicado unas veinte novelas y ha escrito para televisión, teatro y cine.
Cuando era niño, padeció una enfermedad durante la cual leyó toda la obra de Alejandro Dumas y Victor Hugo, que le sirvieron de inspiración. En la escuela, se centró en la filosofía y la historia, y se convirtió en lector apasionado de Kant, Maurice Merleau-Ponty y Heidegger. También fue cautivado por el marxismo, hasta el punto de elegir el ruso como su segunda lengua, para leer a Chejov y a Fiódor Dostoyevski en su versión original.
Con Rimbaud, descubrió el fuego de la poesía, y en Mallarmé descubrió el placer de descifrar un texto y estudiar su estructura. También le fascinaba el polaco Witold Gombrowicz.

## Obra
- B comme Barrabas (Gallimard, 1967)
- L’Irrévolution (Gallimard, 1971) Premio Médicis.
- La Dentellière (Gallimard, 1974; reedición Folio). Premio Goncourt. En castellano, La encajera, Argos Vergara, 1978. Dio lugar a la película La encajera, dirigida por Claude Goretta en 1977, e interpretada por Isabelle Hupert.
- La Femme et ses images (Stock, 1974)
- Si on partait (Gallimard, 1978 ; reedición L'Arganier, 2006)
- L’Eau du miroir (Mercure de France, 1979)
- Tendres cousines (Gallimard, réédition Folio, 1979). Dio lugar a la película Tiernas primas (Tendres cousines), de David Hamilton, 1980.
- Terres des ombres (Gallimard, 1982)
- Le Dîner d'adieu (Robert Laffont, 1984)
- Jeanne du bon plaisir ou Les hasards de la fidélité (Denoël, 1984)
- Trois petits meurtres et puis s'en va (Ramsay, 1985)
- Plutôt deux fois qu’une (Collection Crime parfait, Mercure de France, 1985). En castellano, Dos veces mejor que una, Laia, 1987
- Les Petites Égarées (1988)
- L’assassin est une légende (Ramsay 1987)
- Monsieur vous oubliez votre cadavre (Gallimard, 1990)
- Dialogues du désir (1992)
- L'Incertaine (1993)
- Le Commerce des apparences (1997)
- Capitaine Bringuier (teatro, 1998)
- Sacré Goncourt ! (Fayard, 2000)
- À croquer (Fayard, 2000)
- Derniers jours avant fermeture (2001)
- La Presque Reine, 2003. El personaje principal es Madame du Barry
- Le Mystère de la Tour Eiffel (2005). En castellano, El misterio de la torre Eiffel, Edhasa, 2007
- Un clou chasse l'autre ou La vie d'artiste (ensayo, Punctum éditions, 2006)
- Maman, quand je serai grand je veux être patron du CAC 40 (ensayo, Gutenberg, 2008)
- Nude Attitude (texto y fotos, L'Arganier, 2008), libro sobre el naturismo